# Pancha Rathas
Pancha Rathas (también conocido como Pandava Rathas) es un conjunto de monumentos en Mahabalipuram, en la costa de Coromandel de la bahía de Bengala, en el distrito de Kanchipuram, en el estado de Tamil Nadu, India. Pancha Rathas es un ejemplo de arquitectura monolítica rupestre india. Data de fines del siglo VII y se le atribuye al rey Mahendravarman I y a su hijo Narasimhavarman I (630–680 AD; también llamado Mamalla, or "gran guerrero") del reino de Pallava. Estas estructuras no tienen precedente en la arquitectura india, y son una innovación de Narasimhavarman. El complejo se encuentra bajo los cuidados del Servicio Arqueológico de la India y forma parte del Patrimonio de la Humanidad de Unesco bajo el nombre de Conjunto de monumentos de Mahabalipuram.
Cada uno de los cinco monumentos del complejo de Pancha Rathas se asemeja a un carruaje (ratha), y cada uno fue tallado de en una única gran pieza de granito que apunta en dirección norte-sur con una ligera inclinación.
Aunque erróneamente a veces se los menciona como templos, las estructuras nunca fueron consagradas, ya que nunca se terminaron tras la muerte de Narasimhavarman I.
Las estructuras toman su nombre de los cinco hermanos Pándava y de su esposa en común Draupadi, de gran fama en el Majabhárata. Ordenados por tamaño, incluye el Dharmaraja Ratha, Bhima Ratha, Arjuna Ratha, Nakula Sahadeva Ratha y Draupadi Ratha.